# Ходзьо Наґатокі
Ходзьо Наґатокі (яп. 北条 長時; 27 лютого 1230 — 21 серпня 1264) — японський державний та військовий діяч періоду Камакура, 7-й сіккен (регент) та фактичний правитель Японії.

## Життєпис
Походив з роду регентів Ходзьо. Син Ходзьо Шиґетокі, ракухара Тандай (відповідав за безпеку сьогуна, таємну поліцію, суддівські справи, відносини з імператорським двором). У 1247 році одружився з родичкою з роду Ходзьо. Тоді ж батько передав йому свою посаду ракухара. У 1252 році разом з батьком та регентом Ходзьо Токійорі сприяв затвердженю новим сьогуном принца Мунетака. З цього моменту до 1256 року перебував в Кіото.
У 1256 році повернувся до Камакури. Того ж року, 20 липня, було призначено військовим губернатором провінції Мусасі. Згодом, 22 листопада, обійняв посаду регента після смерті Токійорі.
3 липня 1264 року у зв'яку із хворобою залишив посаду сіккена, передавши її дядькові Ходзьо Масамура, а сам став ченцем. 21 серпня того ж року Наґатокі помер.